# 黒夢 (デモテープ)
『黒夢』（くろゆめ）は、日本のロックバンド、黒夢が1991年8月29日に発売したデモテープである。

## 概要
- 名古屋ミュージックファームでの物販にて100本限定\200で販売。

## 収録曲
| 全作詞: 清春、全編曲: 黒夢。 |           |      |      |      |
| #                            | タイトル  | 作詞 | 作曲 | 時間 |
| 1.                           | 「黒夢」  | 清春 | 人時 | 4:26 |
| 2.                           | 「& DIE」 | 清春 | 臣   | 3:23 |